# كهور أباد (اسماعيلي كرمان)
کهور أباد (بالفارسية: کهورآباد) هي منطقة سكنية تقع في إيران في منطقة إسماعيلي. يقدر عدد سكانها بـ 507 نسمة بحسب إحصاء 2016.